# Stylidium dichotomum
Stylidium dichotomum este o specie de plante dicotiledonate din genul Stylidium, familia Stylidiaceae, ordinul Asterales, descrisă de Dc.. Conform Catalogue of Life specia Stylidium dichotomum nu are subspecii cunoscute.